# Ходжоян, Рудий Енокович
Рудий Енокович Ходжоян (род. 10 сентября 1943) — советский и российский танцовщик, артист балета, педагог, народный артист РСФСР (1987). Солист ансамбля народного танца имени Игоря Моисеева.

## Биография
Рудий Енокович Ходжоян родился в 1943 году.
В 1962 году окончил школу-студию при Государственном академическом ансамбле народного танца имени Игоря Моисеева.
С 1962 года выступает в ансамбле, в котором исполнил более сотни номеров. Обладает яркой сценической внешностью, великолепными природными данными, артистизмом, уникальным взрывным темпераментом. Исполнял такие национальные партии как аргентинский пастух («Гаучо»), остроумный молдавский весельчак («Хитрый Макану»), мужественный партизан-мститель («Партизаны»), темпераментный таборный цыган («Цыгане»), заботливый отец семейства («Семейные радости»). В аджарском танце «Хоруми» был и солистом, и аккомпаниатором. Сделал инструментальные обработки и аранжировки музыки ко многим танцам, в частности, второй части одноактного балета «Ночь на Лысой горе» на музыку М. П. Мусоргского.
Является также аккомпаниатором ансамбля, владеет национальными музыкальными инструментами, например такими, как армянский дхол. С 1990-х годов ведёт педагогическую работу в ансамбле.

## Награды и звания
- Орден «За заслуги перед Отечеством» III степени (29 мая 2019 года) — за большой вклад в развитие отечественной культуры и искусства, многолетнюю плодотворную деятельность[2].
- Орден «За заслуги перед Отечеством» IV степени (19 мая 2003 года) — за большой вклад в развитие отечественного искусства[3].
- Орден Почёта (22 января 1997 года) — за заслуги в области хореографического искусства и многолетнюю творческую деятельность[4].
- Медаль «Ветеран труда» (1984).
- Медаль «В память 850-летия Москвы» (1997).
- Народный артист РСФСР (18 февраля 1987 года) — за заслуги в области советского хореографического искусства[5].
- Заслуженный артист РСФСР (5 апреля 1976 года) — за заслуги в области советского хореографического искусства[6].
- Благодарность Президента Российской Федерации (17 января 2012 года) — за большой вклад в развитие отечественного хореографического искусства и многолетнюю творческую деятельность[7].
- Почётная грамота Правительства Москвы (11 ноября 2003 года) — за заслуги в области отечественного хореографического искусства и в связи с 60-летием со дня рождения[8].
- Лауреат приза журнала «Балет» «Душа танца» в номинации «Звезда народного танца» (2004).